# Бейшлаг, Роберт

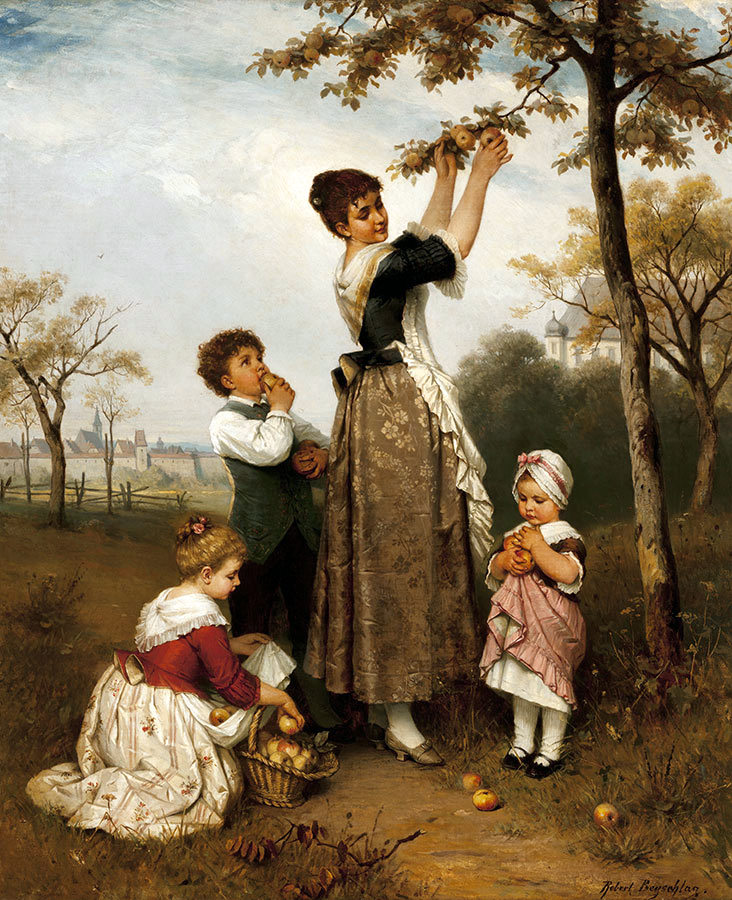
Сбор яблок

Роберт Бейшлаг (нем. Robert Beyschlag; 1 июля 1838, Нёрдлинген — 5 декабря 1903, Мюнхен) — немецкий живописец.

## Биография
Обучался в Мюнхенской академии художеств под руководством профессора Филиппа фон Фольца.
Автор многочисленных картин на мифологическую тему и женских портретов. На начальном этапе писал жанровые костюмированные полотна, изображающие эпоху средневековья. Со временем заинтересовался мифологией, примером чего служит многократно повторяющееся изображение Психеи.
Под влиянием литературы романтизма, художник писал также жанровые полотна, чаще всего — пасторальные сюжеты с крестьянками и пастушками.
Творчеству Р. Бейшлага присущ оптимизм, склонность к театрализации и идеализации представленных образов, богатая колористика.
Художник выполнил также фрески для Баварского Национального музея в Мюнхене изображающие сцены из истории крестовых походов.

## Галерея
|  |  |  |  |